# フクロヤツメ
フクロヤツメ(Geotria australis)はヤツメウナギ目に属する魚である。

## 分布
南半球に広く分布し、オーストラリア南東部と南西部、ニュージーランド、サウス・ジョージア島、フォークランド諸島、チリとアルゼンチンで見られる。

## 形態
太いウナギのような体型で体長60センチメートル以下、体後半に2つの低い背鰭がある。
成体の眼は比較的小さく、頭部側面に位置する。成熟雄は眼の下に弛んだ袋を形成するが、その機能は不明である。だが、おそらく巣作り時に石を集めるためだと考えられている。

## 生態
孵化は1月で体長は9.63ミリメートル。アンモシーテス幼生はくすんだ茶色で、成長はかなり遅く0.068ミリメートル/日。変態までの4年間を川で過ごして10センチメートル程度になる。6か月かけて変態し、降海は1 - 5月。2本の青緑の筋の入った明瞭な銀色になり、他魚に寄生する。青緑の筋はビリベルジンの蓄積によるものである。川に戻る際にビリベルジンは肝臓に移動し、体色が茶色になるにつれて肝臓が緑色に変化する。川に戻って18か月以内、11 - 12月に繁殖してすぐに死ぬ。